# Philipp Kleffel
Philipp Kleffel, nemški general, * 9. december 1887, † 10. oktober 1964.